# 박린준

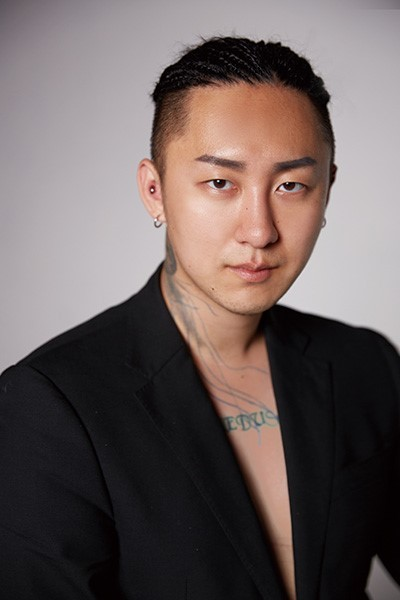

박린준(1992년 9월 26일 ~ )은 대한민국의 패션 디자이너이다. 본명은 박광준(朴光俊)이다.
박린준은 제주도 건입동에서 태어났다. 2016년《서울패션위크》에 참가하며 패션 디자이너로서 데뷔했다. 당시 만 24세의 나이로 참가한 최연소 패션 디자이너이며, 제주도 출신으로는 초대 패션 디자이너다.
박린준은 2017년 중국 광저우에서 개최한 Guangzhou International Fashionweek X Newyork Fashionweek 에 참가하며,
Global Top 10 Original Fashion Designer Award를 수상했다.
2019년 산업통상자원부가 후원하는 한국섬유패션대상에서 신진 패션 디자이너 부문을 수상했다.
박린준은 2019년 제주도 구좌읍에 해녀복연구소를 설립, 제주도 해녀의 국산 유니폼 개발 프로젝트에 주력하고 있다.